# Die kleine Niederdorfoper
Die kleine Niederdorfoper ist ein schweizerdeutsches Musical mit Musik von Paul Burkhard und Texten von Walter Lesch, Werner Wollenberger und Max Rüeger. Das Musical wurde an Silvester 1951 im Schauspielhaus Zürich uraufgeführt. In den ersten Vorstellungen spielten unter anderen Ruedi Walter, Margrit Rainer, Anne-Marie Blanc, Sigfrit Steiner, Heinrich Gretler und Walter Roderer.

## Aufführungen
Die kleine Niederdorfoper wurde 1960 in veränderter Form am Originalschauplatz sowie 1968, 1978, 1986, 1988 und 1989 im Corso-Theater Zürich aufgeführt und dabei zum eigentlichen Schweizer Klassiker, wie auch der «Heiri» zur Paraderolle Ruedi Walters. Die Produktion aus dem Jahre 1978 wurde für das Fernsehen aufgezeichnet und ist auch als DVD erhältlich.
Im November 2009 wurde Die kleine Niederdorfoper nach zwanzig Jahren Pause von Regisseur Max Sieber und den Produzenten Erich Vock und Hubert Spiess im Zürcher Bernhard-Theater erstmals wieder neu aufgeführt. Es spielten unter anderen Erich Vock (Bauer Heiri), Sven Epiney (Gauner Bunker-Willy), Maja Brunner (Serviertochter Irma), Viola Tami (Ruth Baumann), Ueli Beck (Albert Hagenbuch), Elisabeth Schnell (Heilsarmistin Frau Wipf), Fabienne Louves (Leichte Dame Lolotte), Myrto Joannidis (Leichte Dame Bianca) und Philippe Roussel (Chansonnier André). Bei der 36. Verleihung des Prix Walo wurde diese Neuinszenierung in der Kategorie «Theater- und Musicalproduktionen» ausgezeichnet.
Dasselbe Kernteam brachte das Stück von November 2019 bis März 2020 erneut auf die Bühne des Bernhard-Theaters, wobei Vock, Brunner und Roussel ihre Rollen behielten. Tami wechselte auf die Rolle der Olly Moreen, Louves auf jene der Milly; Daniel Bill gab den Bunker-Willi, Bella Neri die Heilsarmistin Wipf, Tiziana Gulino die Bianca; und Herr Hagenbuch wurde vom 87-jährigen Vincenzo Biagi gespielt.

## Handlung
Die Niederdorfoper erzählt die Geschichte des Bauern Heiri aus Hausen, der ein Kalb verkauft hat und nun nach Zürich ins Niederdorf geht, um sein Geld mit leichten Mädchen und Alkohol zu verprassen. Dabei wird er in eine Liebes- und Kriminalgeschichte verwickelt.
Zu Beginn der Haupthandlung wird bruchstückhaft die Geschichte der Familie Baumann erzählt. Die Tochter Ruthli will sich mit dem Polizisten Bruno verloben. Vater Schaaggi, ein Trompetentrödler, verkauft eine erotische Zeitschrift an einen jungen Mann und bekommt dafür eine billige Kette mit falschen Perlen. Es folgt eine Szene mit Frau Strobel, der Wirtin der Kneipe «Lämmli», die ein international bekanntes Sängerduo erwartet. In den Sänger André hat sich Baumanns Tochter Ruth bei einem früheren Auftritt verliebt.
Die Szene wechselt zu den drei Dieben Zungen-Miggel, Räuber-Seppli und Bunker-Willy, die kürzlich eine Perlenkette einem Juwelier gestohlen haben. Um nicht mit der Kette entdeckt zu werden, übergeben sie diese André, der sie eine Zeitlang verstecken soll. André schuldete den Gaunern noch einen Gefallen.
Bei der Probe für den Auftritt des Künstlerduos im «Lämmli» kann die Sängerin Olly Moreen ihrem Kollegen André die Kette abspenstig machen. Nachdem Ruth André die geplante Verlobung mit dem Polizisten Bruno beichtet, obwohl sie immer noch sehr in André verliebt ist, schmettert Olly aus Eifersucht die Kette André vor die Füsse. Verdutzt rettet sich André, indem er die Perlenkette Ruthli schenkt und ihr einredet, die Kette sei eigentlich ursprünglich für sie bestimmt gewesen.
In der Abendvorstellung treffen nun alle Akteure (Künstler, Obrigkeit, Bürger der Stadt, leichte Damen, Jungvolk, Angereiste aus der Provinz sowie die Gauner) aufeinander, was die Handlung zum Höhepunkt führt. Mutter Baumann Margrit fragt ihre Tochter nach der Herkunft der Kette, und Ruth lügt, es sei ein Geschenk ihres Verlobten. Dieser aber betritt kurz darauf das Lokal und ist berufshalber auf der Suche nach der gestohlenen Kette. Ruth entzieht sich der peinlichen Szene und versteckt sich. Auch André flüchtet kurze Zeit später in ein Versteck, da er unter den Verdacht geraten ist, der Dieb dieser Kette zu sein. Mit der Zeit klärt sich die Situation, da der Juwelier gesteht, dass er die echte Perlenkette mit einer billigen Imitation getauscht hat und die Diebe die wertlose Kette gestohlen haben. Der junge Mann, der Vater Baumann für eine vermeintlich gefälschte Perlenkette die erotische Zeitschrift abgekauft hat, ist der Enkel des Juweliers. Es wird jetzt klar, dass der Vater im Besitz der echten und Ruth im Besitz der falschen Perlenkette gewesen war.
Ruth und André kommen nach dieser Klärung aus ihren Verstecken hervor. André gesteht Ruthli, dass er keine Liebe mehr für sie empfindet. Ruthli ist erleichtert, da sie sich mit dem Polizisten Bruno binden will. So lösen sich zum Ende der Geschichte alle Verwirrungen auf.
Beim alleinstehenden Heiri folgt auf lautstarke Dominanz tiefe Trauer. Obschon er mehrere Runden bezahlt hat, muss er hinnehmen, dass drei leicht bekleidete Frauen von ihm nichts mehr wissen wollen und ihre Kneipentour fortsetzen. Auf sein Rufen reagieren sie mit einem schallenden Gelächter. Mit dem Lied «Mir mag halt niemer öppis gune» (Mir mag halt niemand etwas gönnen) beklagt er sich, dass er mit Frauen nie Glück hatte. Hatte er eine Freundin, wurde sie ihm nach kurzer Zeit ausgespannt. Auch beruflich scheint er viel Pech zu haben. Während des Gesangs hört man im Hintergrund erneut ein Gelächter.

## Theaterfotografien
Alle Fotografien von Comet Photo, Bildarchiv der ETH Zürich, 1956

Heinrich Gretler
Anne-Marie Blanc
Heinrich Gretler

## Musiknummern
- Ouverture
- E Frau, en Maa
- De Heiri hät es Chalb verchauft
- Hoch die Moral
- Drum wänn’s eine git, mis Chind
- Mer kännt sie ja
- Quand on n’a pas ce qu’on aime
- Grüezi, grüezi, grüezi mitenand
- Uns gab’s im alten Babylon
- Ganz ein kleines Mädchen
- Gib mir Geld
- Jubel, Trubel, Heiterkeit
- Jässodu
- Rosenkohl
- Leib und Seele
- Händ sie nie de Chopf verloore
- Mir mag halt niemert öppis gune

## Tonträger
- Die kleine Niederdorfoper. Musikalisches Lustspiel in drei Akten von Walter Lesch, Neufassung von Max Rüeger und Werner Wollenberger, Musik von Paul Burkhard. Christoph Merian Verlag, Basel 2011, ISBN 978-3-85616-446-1

## Rhygass-Oper
Die Rhygass-Oper ist eine Basler Version der Niederdorfoper. Sie wurde am 29. Oktober 1952 an der Komödie in Basel erstmals aufgeführt. Die Theatercompany von Helmut Förnbacher hatte das Stück bereits 1992, 1995 und 2007 auf die Bühne gebracht. Es spielt an der Rheingasse im Kleinbasel; die Hauptperson ist Heiri aus Reigoldswil.